# 以色列波茲南斯基宮
以色列波茲南斯基宮（Izrael Poznański's Palace）是位於波蘭城市羅茲的一座修建於19世紀的宮殿。最初是一座公寓樓，後在1888年至1903年期間改為新文藝復興和新巴洛克式建築。以色列波茲南斯基宮的歷史可以追溯至1860年代，由一位猶太商人修建。